# Тоголика
Тоголика — река в России, протекает в Томской области. Устье реки находится в 547 км по правому берегу реки Кеть. Длина реки составляет 200 км, площадь водосборного бассейна 2540 км².

## Бассейн
- 7 км: Тиноватка
  - 53 км: Песчаная
- 29 км: Сондорова
- 92 км: Малая Тоголика
  - Кедровая
  - Луговой
  - Сохатинка

## Данные водного реестра
По данным государственного водного реестра России относится к Верхнеобскому бассейновому округу, водохозяйственный участок реки — Кеть, речной подбассейн реки — бассейн притоков (Верхней) Оби от Чулыма до Кети. Речной бассейн реки — (Верхняя) Обь до впадения Иртыша.

## Селькупское название
На кетском диалекте селькупского языка  река называется То̄ӷылый Кы от то̄ӷыл — сарана.